# Zimt-Ahorn
Der Zimt-Ahorn (Acer griseum) ist eine Pflanzenart aus der Gattung der Ahorne (Acer) innerhalb der Familie der Seifenbaumgewächse (Sapindaceae). Er stammt aus Zentralchina und wird dort „xuè pí fēng“ (chinesisch 血皮枫, wörtlich Bluthautahorn) genannt.

## Beschreibung

### Vegetative Merkmale
Der laubabwerfende Zimt-Ahorn bildet eine schlanke und hohe Baumkrone mit gebogen ansteigenden Ästen; häufig wächst er mehrstämmig und ähnelt dann mehr einem großen Strauch als einem Baum. Er erreicht Wuchshöhen bis über 14 Metern, selten mehr, in Mitteleuropa allerdings selten über 10 Metern. Der Stammdurchmesser erreicht über 50 Zentimeter, selten über 70 Zentimeter. Die Rinde junger Zweige sind dunkel-rötlich und behaart. Die Behaarung bleibt zwei oder drei Jahre erhalten, an älteren Zweigen wird die Rinde zimtbraun und färbt bei Berührung ab. Die Borke ist anfangs glatt; später blättert sie in seitlich abrollenden papierartigen Streifen ab; die darunterliegende junge Borke ist glatt. Das eindrucksvolle Aussehen der Rinde – die Ähnlichkeit mit getrocknetem Zimt – gab dem Zimt-Ahorn den Trivialnamen und begründet den hohen Zierwert dieser Pflanzenart. Die Knospen sind sehr klein, spitz und schwärzlich.
Die gegenständig an den Zweigen angeordneten Laubblätter sind in Blattstiel und -spreite gegliedert. Der etwa 5 Zentimeter lange Blattstiel ist teils rötlich und anfangs dicht behaart. Die Blattspreite ist dreizählig. Die kurz gestielten bis fast sitzenden, eiförmigen bis verkehrt-eiförmigen, spitzen bis stumpfen Einzelblättchen sind 3 bis 8 Zentimeter lang, 2 bis 5 Zentimeter breit und teils gelappt bis grob gesägt oder gezähnt. Die hellere, glauke Unterseite ist vor allem auf den Adern behaart, die Oberseite ist mattgrün und fast kahl. Die Herbstfärbung ist leuchtend orangefarben bis karminrot und setzt etwa Anfang Oktober ein.

### Generative Merkmale
Die Blütezeit reicht von April bis Mai und erfolgt gleichzeitig mit dem Blattaustrieb. Der Zimt-Ahorn ist einhäusig monözisch und dichogam. Die zymösen oder schirmtraubigen Blütenstände enthalten meist nur drei Blüten. Der Blütenstiel ist behaart. Die grünlich-gelbe, funktionell eingeschlechtige Blüte ist radiärsymmetrisch und fünfzählig mit doppelter Blütenhülle. Jede Blüte enthält fünf Kelch- und fünf Kronblättern. Männliche Blüten enthalten zehn Staubblätter und ein Pistillode kommt oft vor. Weibliche Blüten besitzen Staminodien mit Antheroden und der Fruchtknoten ist behaart. Es ist jeweils ein Diskus vorhanden.
Die zweiteiligen und geflügelten Spaltfrüchte tragen etwa 3,5 Zentimeter lange Flügel. Die Flügel sind fast aufrecht oder bis rechtwinklig spreizend. Die einsamigen Teilfrüchte bleiben in Mitteleuropa meistens unbefruchtet (Parthenokarpie), die Nüsschen sind behaart.

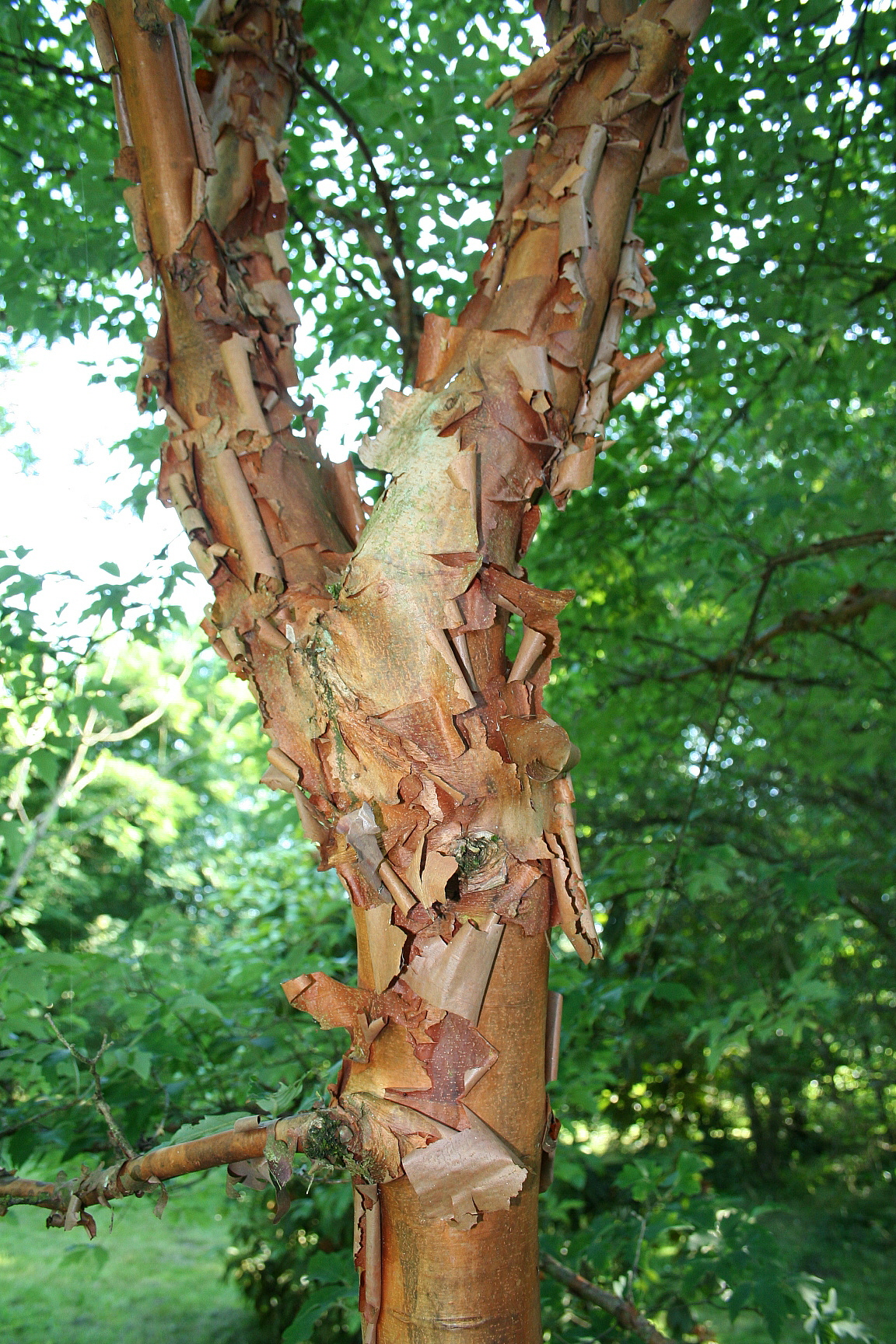
Zimt-Ahorn (Acer griseum), Stamm mit abblätternder Borke
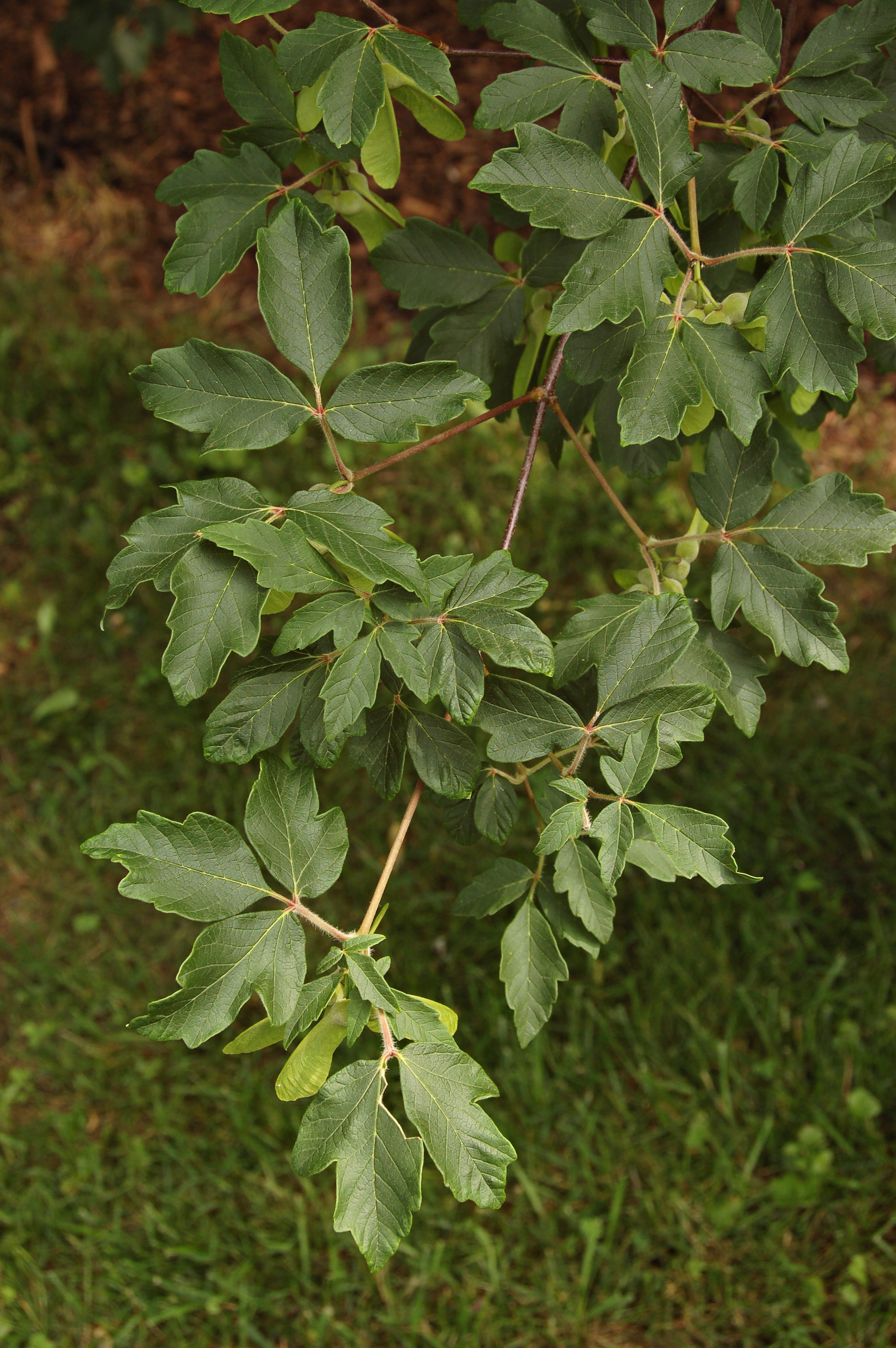
Blätter
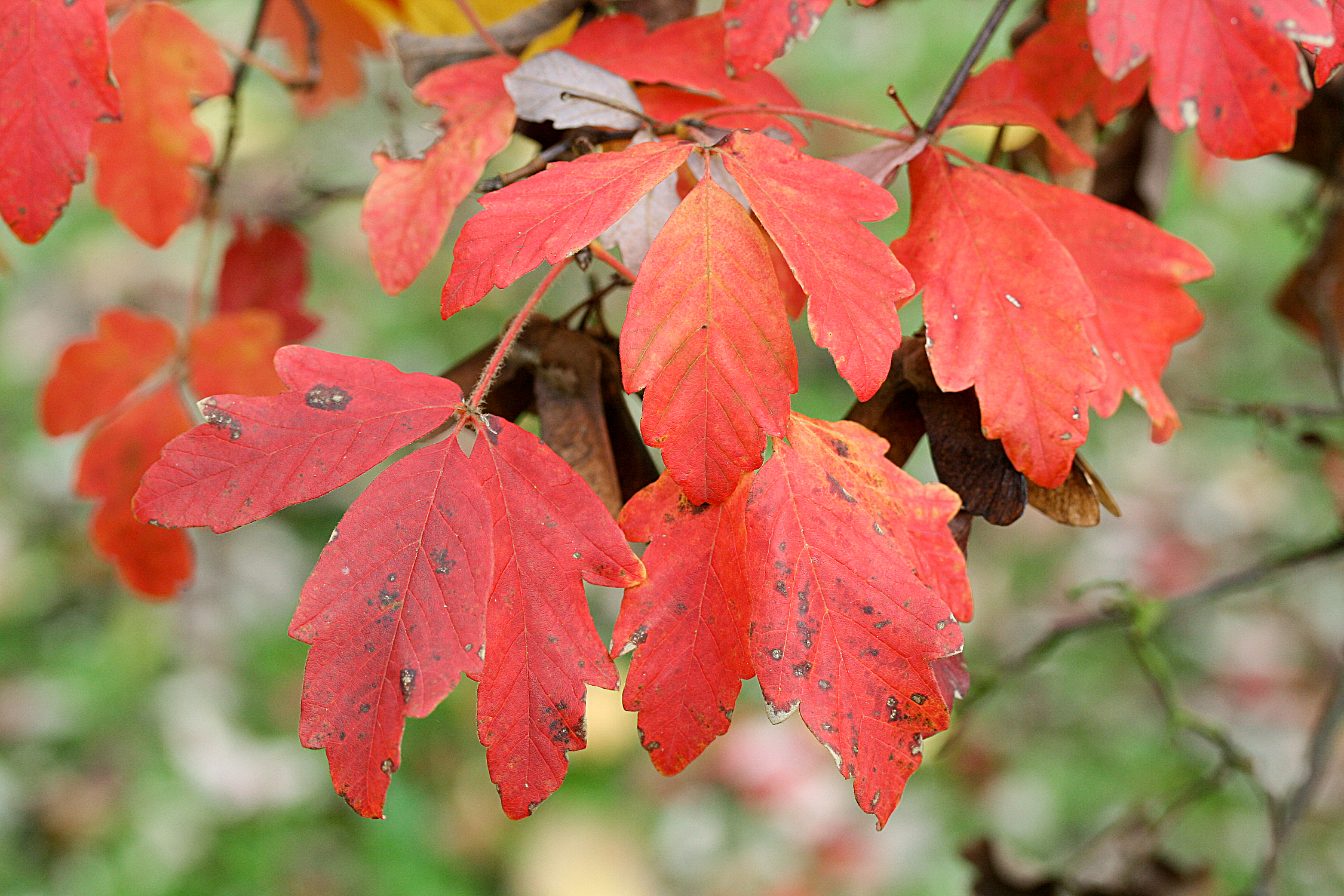
Blätter im Herbst
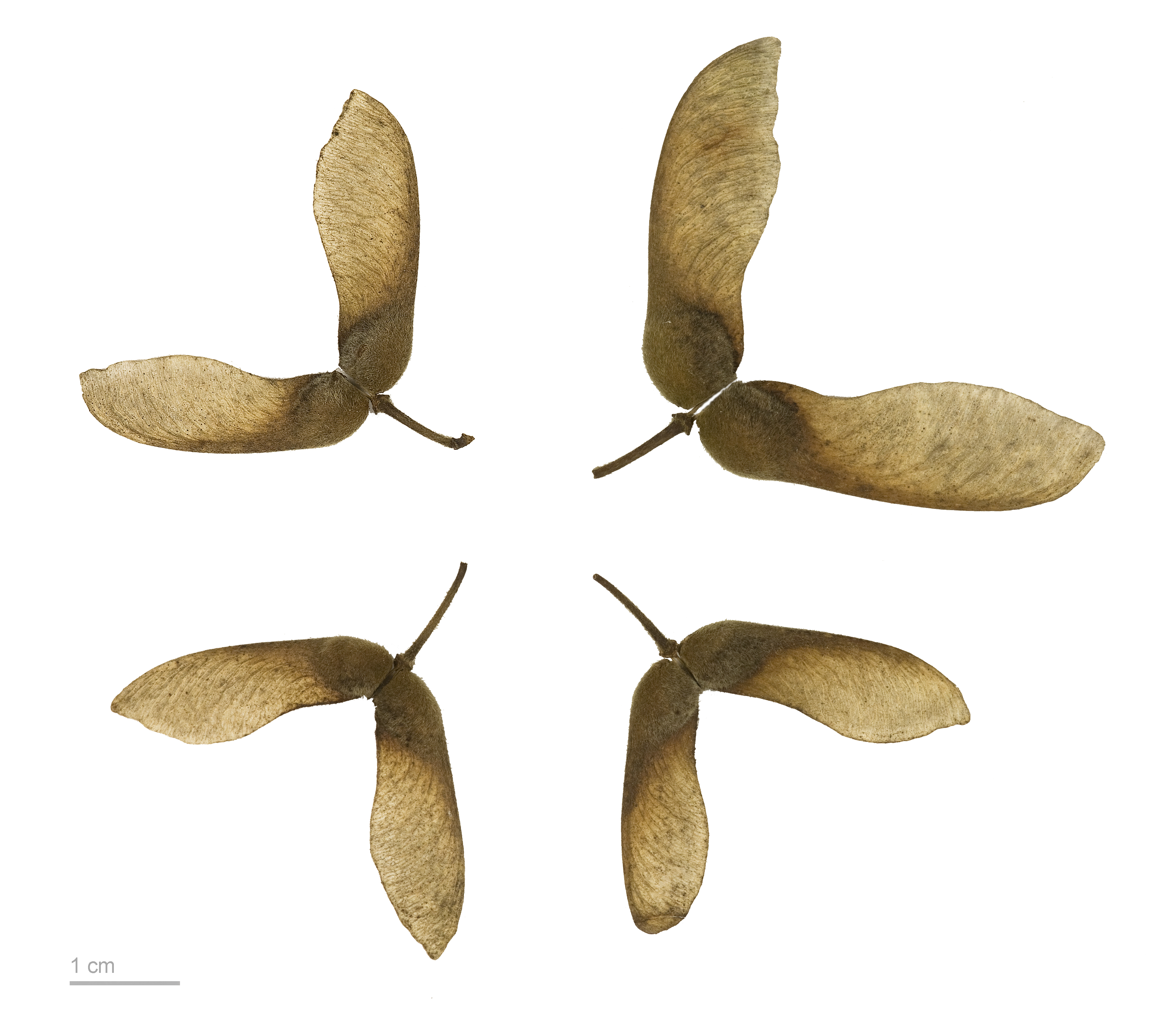
Früchte

## Verbreitung
Der Zimt-Ahorn ist im westlichen China heimisch. Als Ziergehölz wird der Zimt-Ahorn in weiten Teilen Europas verwendet. Während er auf den britischen Inseln etwa 14 Meter hoch wird, erreicht er in Mitteleuropa meist nur 6 bis 10 Meter, obwohl er hier völlig winterhart ist.

## Systematik
Innerhalb der Gattung der Ahorne wird der Zimt-Ahorn in die Sektion Trifoliata eingeordnet. Franchet beschrieb ihn zuerst 1894 als Unterart von Acer nikoense, Pax ordnete ihn 1902 als eigenständige Art ein. Die verwandten Arten, wie Acer mandshuricum oder Acer triflorum, sind alle in Ostasien beheimatet.